# Royce (Film)
Royce ist ein 1994 produzierter Actionfilm von Rod Holcomb.

## Handlung
Shane Royce arbeitet als Mitglied der Einheit „Black Hole“ für die CIA. Anfangs ist zu sehen, wie er Geiseln in Sarajevo befreit. Als seine Einheit aufgelöst wird, wollen sich deren Mitglieder an dem verantwortlichen Entscheidungsträger, einem US-Senator, rächen. Wer nicht mitmachen will, wird erschossen – Shane überlebt einen Anschlag.
Die ehemaligen Agenten entführen dessen Sohn, um Lösegeld zu erpressen. Agent Royce folgt den Entführern in die Ukraine. Dort wollen sie Atomsprengköpfe, die nach Russland überführt werden sollen, stehlen und an Drogenhändler verkaufen. Royce kann den Sohn befreien und die Nuklearwaffen sichern. Am Ende bekommt Royce seinen Agenten-Job wieder.

## Kritiken
„Schematisch entwickelte Spionagegeschichte nicht ohne Unterhaltungswert, deutlich am Vorbild der James-Bond"-Filme orientiert.“

## Hintergrund
Der Film wurde in Budapest gedreht.